# エドモンド・ケンパー
エドマンド・エミール・ケンパー三世（英語: Edmund Emil Kemper III、"The Co-ed Killer"とも、1948年12月18日 - ）は、アメリカ合衆国の連続殺人者。1970年代初頭にカリフォルニア州サンタクルーズで次々と8人の女性を殺害し遺体を屍姦（しかん）後、バラバラにして遺棄した。

## 略歴
カリフォルニア州バーバンク出身。父親は電気技師で、境界性パーソナリティ障害の疑いのあった母親と喧嘩が絶えず、ケンパーが7歳のころ家を出ていった。モンタナ州に引っ越した家では母親に罵られ、学校ではおとなしかったが陰で奇行や動物虐待を行って殺人の空想にひたっていた。母親は妹への悪影響を恐れて彼を地下室に住まわせた。
15歳で家出し、再婚してカリフォルニア州に居住していた父親の元に身を寄せたが歓迎されず、農場を営む祖父母に引き取られた。そこでも祖母から罵られ、1964年8月27日に祖母を銃殺し、怒られるのを恐れ祖父も殺した。逮捕後は、精神鑑定で精神疾患が認められ犯罪者用の精神病院に入院した。そこでは模範囚として振る舞い更生が認められ、サンタクルーズで大学職員をしていた母親が身元を引き受ける代わりに仮釈放となった。
サンタクルーズではコミュニティ・カレッジに通い警察官を目指すが叶わず、卒業後は道路局の職員として採用され、仕事帰りにはバーに立ち寄り警官たちと交流した。1972年5月7日には、ヒッチハイカーの女性2名を殺害して、切り取った頭だけを自宅に持ち帰った。同年9月14日には15歳の少女を殺害した。翌1973年1月8日には18歳の学生を殺し、2月5日には更に2名を殺害する。いずれも遺体は、屍姦後、バラバラにして山中に遺棄していた。町では毎週のようにバラバラ死体が発見され恐慌状態になった。また同時期に同じ地域で無秩序型の連続殺人犯ハーバート・マリンが無軌道、無差別に連続殺人を重ねていたことが混乱に拍車をかけた。この惨状に当時のサンタクルーズ地区検事ピーター・チャンは、自分の所管する地域を「世界一の殺人の都」と呼んで物議をかもした。
ケンパーは「いずれ逮捕される」と考え、その前に殺人の元凶を殺そうと考えた。1973年の聖金曜日、寝ていた母親をハンマーで撲殺し、頭を切断した。ケンパーは母親の頭とオーラルセックスを行い、ダート盤代わりにしてダートを投げつけた。それから母親の声帯を取ってディスポーザーに捨てたが、機械がうまく作動しなかった。その後、殺人を隠すために旅行を装おうとして母親の親友の殺害も計画するが、考え直し、3日後に自ら警察へ出頭した。最終的には、ケンパーにより合計で10人が殺害されたことになる。
逮捕後は、取り調べに対し全てを答えた。拘置所ではハーバート・マリンも収監されていたがお互い嫌悪感を剥き出しにして罵り合った。1973年、第1級謀殺で有罪となった。本人は死刑を望んだが、当時は一時的に死刑が停止されていたため終身刑となった。現在でも模範囚として収監されている。

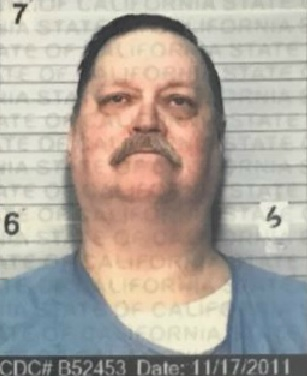
2011年、マグショット写真。